# Еторе Кимери
Еторе Кимери (на италиански: Ettore Chimeri) е бивш пилот от „Формула 1“.
Роден на 4 юни 1921 година в Лоди, Италия.

## Формула 1
Кимери прави своя дебют във Формула 1 в Голямата награда на Аржентина през 1960 година, това е и единственото му участие в световния шампионат, като не успява да спечели точки. Състезава се с частен Мазерати.